# Macédoine du Nord au Concours Eurovision de la chanson junior
La Macédoine du Nord participe au Concours Eurovision de la chanson junior depuis 2003 et ne l’a encore jamais remporté. De 2003 à 2018, elle participait sous le nom d'Ancienne République yougoslave de Macédoine (ARYM).

## Participation
Depuis la création du concours en 2003, la Macédoine du Nord a manqué trois éditions du concours : en 2012, en 2014 et en 2020.  
En 2012, le radiodiffuseur macédonien MRT évoque des problèmes liés au processus de vote au concours ainsi que le manque de budget nécessaire à une participation au concours.
En 2014, le radiodiffuseur se retire à nouveau du concours à la suite des mauvais résultats de l'année précédente.
En 2020, ce sont les restrictions liées à la pandémie de Covid-19 qui empêchent le pays de prendre part au concours.
La Macédoine du Nord est le pays ayant obtenu le plus de fois la dernière place avec trois unités : en 2006, en 2013 (motif du retrait de 2014) et en 2015 lors de leur retour. Il est également envisageable d'inclure leur résultat de 2011 avec une douzième place mais arrivant à égalité de points avec la Lettonie, dernière. Le pays a aussi établi le record du plus grand nombre de douzième place avec un total de huit unités : en 2003 lors de l'édition d'ouverture puis lors de quatre participations d'affilée en 2009 (avant dernier), 2010, 2011 (avant dernier/dernier ex aequo) et 2013 (dernier), puis encore trois autres fois d'affilée : 2016, 2017 et 2018.

## Représentants
| Édition | Année | Artiste                                | Chanson                                                         | Langue              | Traduction du titre               | Place            | Points           |
| ------- | ----- | -------------------------------------- | --------------------------------------------------------------- | ------------------- | --------------------------------- | ---------------- | ---------------- |
| 1re     | 2003  | Marija & Viktorija                     | Ti Ne Me Poznavaš (Ти не ме познаваш)                           | Macédonien          | Tu ne me connais pas              | 12               | 19               |
| 2e      | 2004  | Martina Smiljanovska                   | Zabava (Забава)                                                 | Macédonien          | Partie                            | 07               | 64               |
| 3e      | 2005  | Denis Dimoski                          | Rodendeski Baknež (Родендески бакнеж)                           | Macédonien          | Baiser d'anniversaire             | 08               | 68               |
| 4e      | 2006  | Zana Aliu                              | Vljubena (Вљубена)                                              | Macédonien          | Amoureuse                         | 15               | 14               |
| 5e      | 2007  | Rosica Kulakova & Dimitar Stojmenovski | Ding Ding Dong (Динг динг донг)                                 | Macédonien          | -                                 | 05               | 111              |
| 6e      | 2008  | Bobi Andonov                           | Prati Mi SMS (Прати ми СМС)                                     | Macédonien          | Envoie moi un SMS                 | 05               | 93               |
| 7e      | 2009  | Sara Markovska                         | Za ljubovta (За љубовта)                                        | Macédonien          | Pour cet amour                    | 12               | 31               |
| 8e      | 2010  | Anja Veterova                          | Eooo, Eooo                                                      | Macédonien          | Chanson magique                   | 12               | 38               |
| 9e      | 2011  | Dorijan Dlaka                          | Zhimi ovoj frak (Жими овој фрак)                                | Macédonien          | Je jure devant cette queue-de-pie | 12               | 31               |
| 10e     | 2012  | Retrait en 2012.                       | Retrait en 2012.                                                | Retrait en 2012.    | Retrait en 2012.                  | Retrait en 2012. | Retrait en 2012. |
| 11e     | 2013  | Barbara Popovič                        | Ohrid i muzika (Охрид и музика)                                 | Macédonien          | Ohrid et la musique               | 12               | 19               |
| 12e     | 2014  | Retrait en 2014.                       | Retrait en 2014.                                                | Retrait en 2014.    | Retrait en 2014.                  | Retrait en 2014. | Retrait en 2014. |
| 13e     | 2015  | Ivana Petkovska & Magdalena Aleksovska | Pletenka - Braid Of Love (Плетенка)                             | Macédonien          | Tresse - Demoiselle d'amour       | 17               | 26               |
| 14e     | 2016  | Martija Stanojković                    | Love Will Lead Our Way (Ljubovta ne vodi) (Љубовта не води)     | Macédonien, anglais | L'amour nous guidera              | 12               | 41               |
| 15e     | 2017  | Mina Blažev                            | Dancing Through Life                                            | Macédonien, anglais | Danser à travers la vie           | 12               | 69               |
| 16e     | 2018  | Marija Spavoska                        | Doma (Дома)                                                     | Macédonien          | Maison                            | 12               | 99               |
| 17e     | 2019  | Mila Moskov                            | Fire                                                            | Macédonien, anglais | Feu                               | 06               | 150              |
| 18e     | 2020  | Retrait en 2020.                       | Retrait en 2020.                                                | Retrait en 2020.    | Retrait en 2020.                  | Retrait en 2020. | Retrait en 2020. |
| 19e     | 2021  | Dajte Muzika                           | Green Forces                                                    | Macédonien, anglais | Les forces vertes                 | 09               | 114              |
| 20e     | 2022  | Lara feat. Irina et Jovan              | Životot e pred mene (My life ahead of me) (Животот е пред мене) | Macédonien, anglais | Ma vie devant moi                 | 14               | 54               |
| 21e     | 2023  | Tamara Grujeska                        | Kaži Mi, Kaži Mi Koj (Кажи Ми, Кажи Ми Кој)                     | Macédonien, anglais | Dis-moi, dis-moi qui              | 12               | 76               |
| 22e     | 2024  | Ana & Aleksej                          | Marathon                                                        | Macédonien, anglais | -                                 | 16               | 54               |
| 23e     | 2025  | Nela Mančeska                          |                                                                 |                     |                                   |                  |                  |

- Première place
- Deuxième place
- Troisième place
- Dernière place

## Galerie

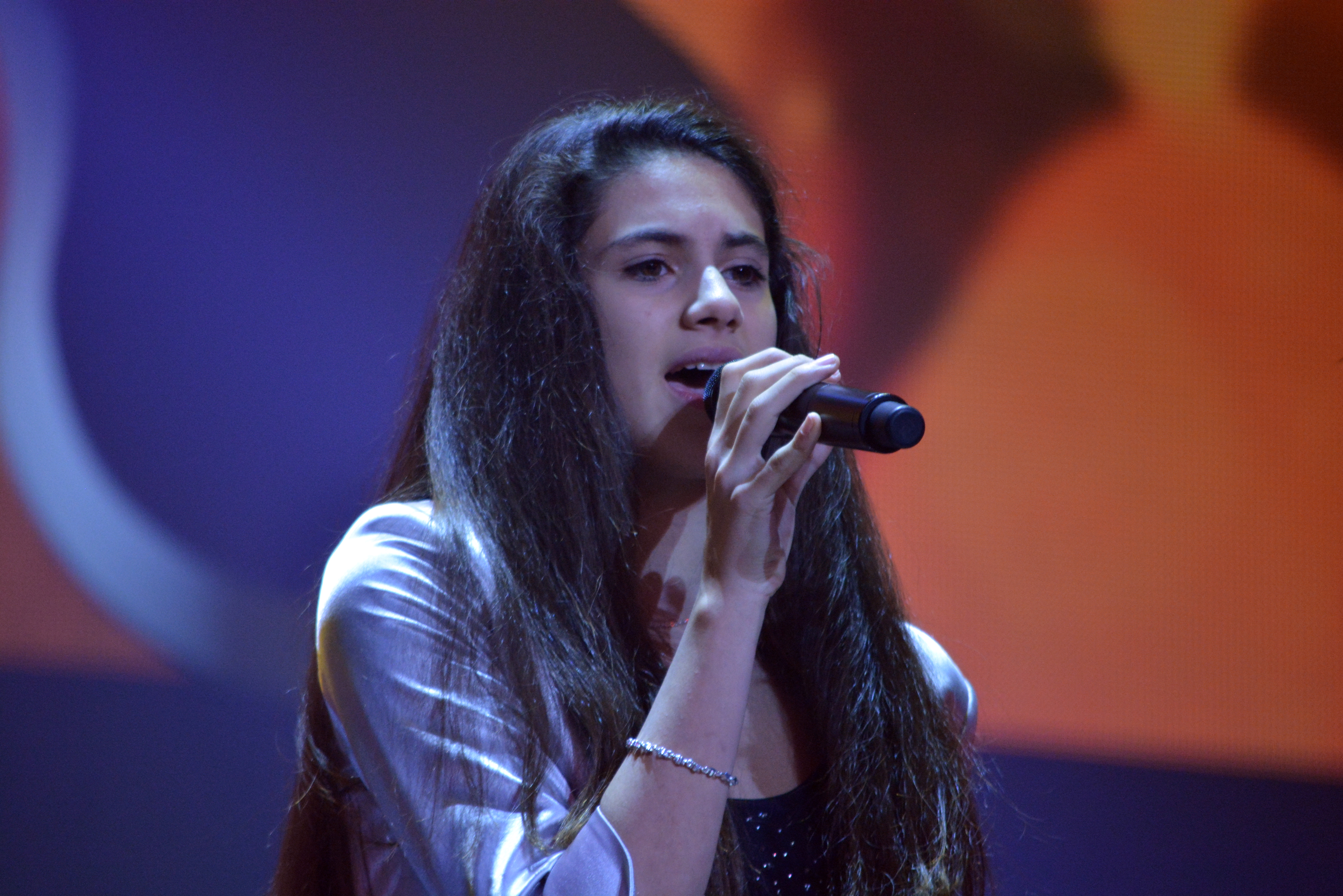
Barbara Popovič à Kiev (2013).
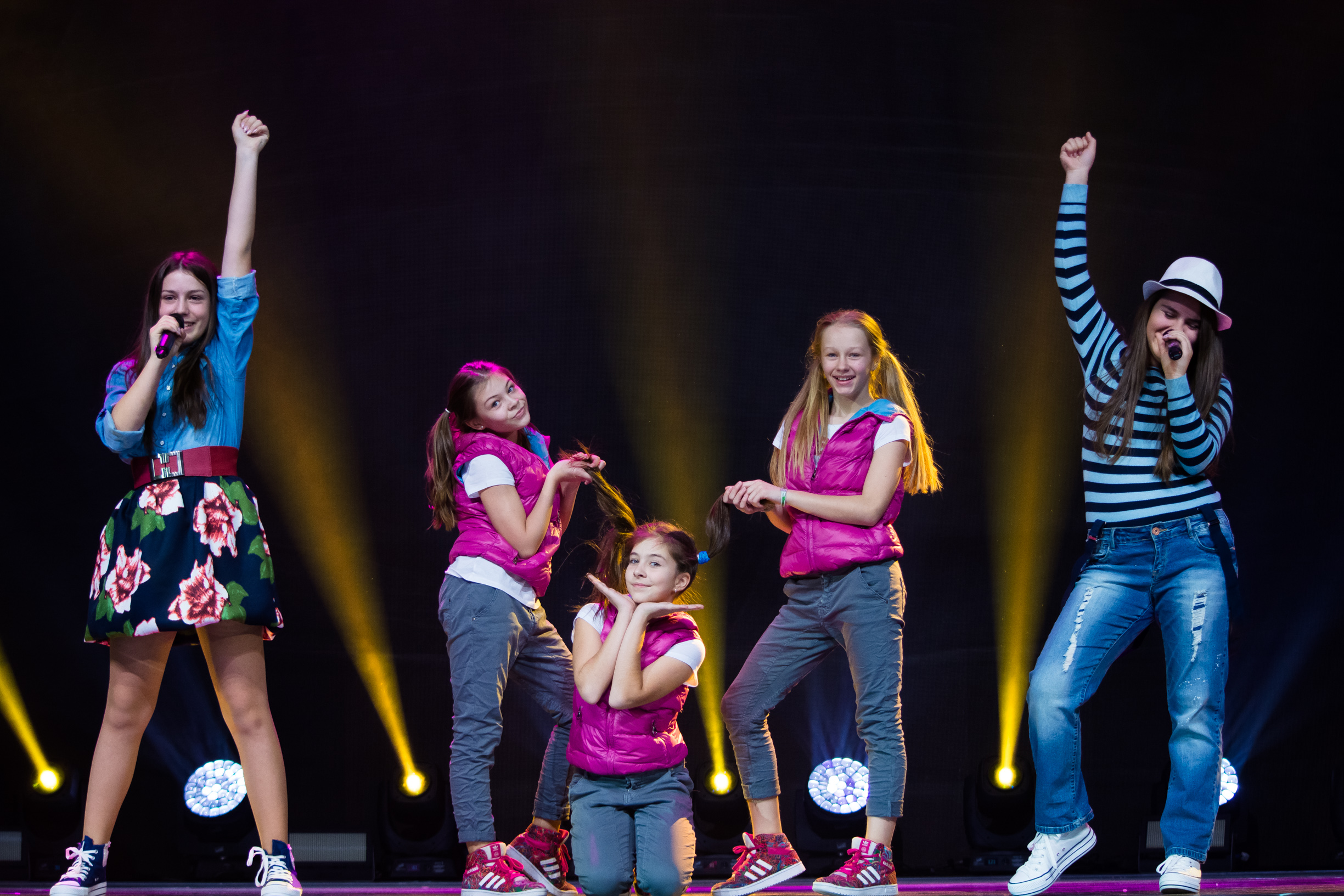
Ivana Petkovska & Magdalena Aleksovska à Sofia (2015).
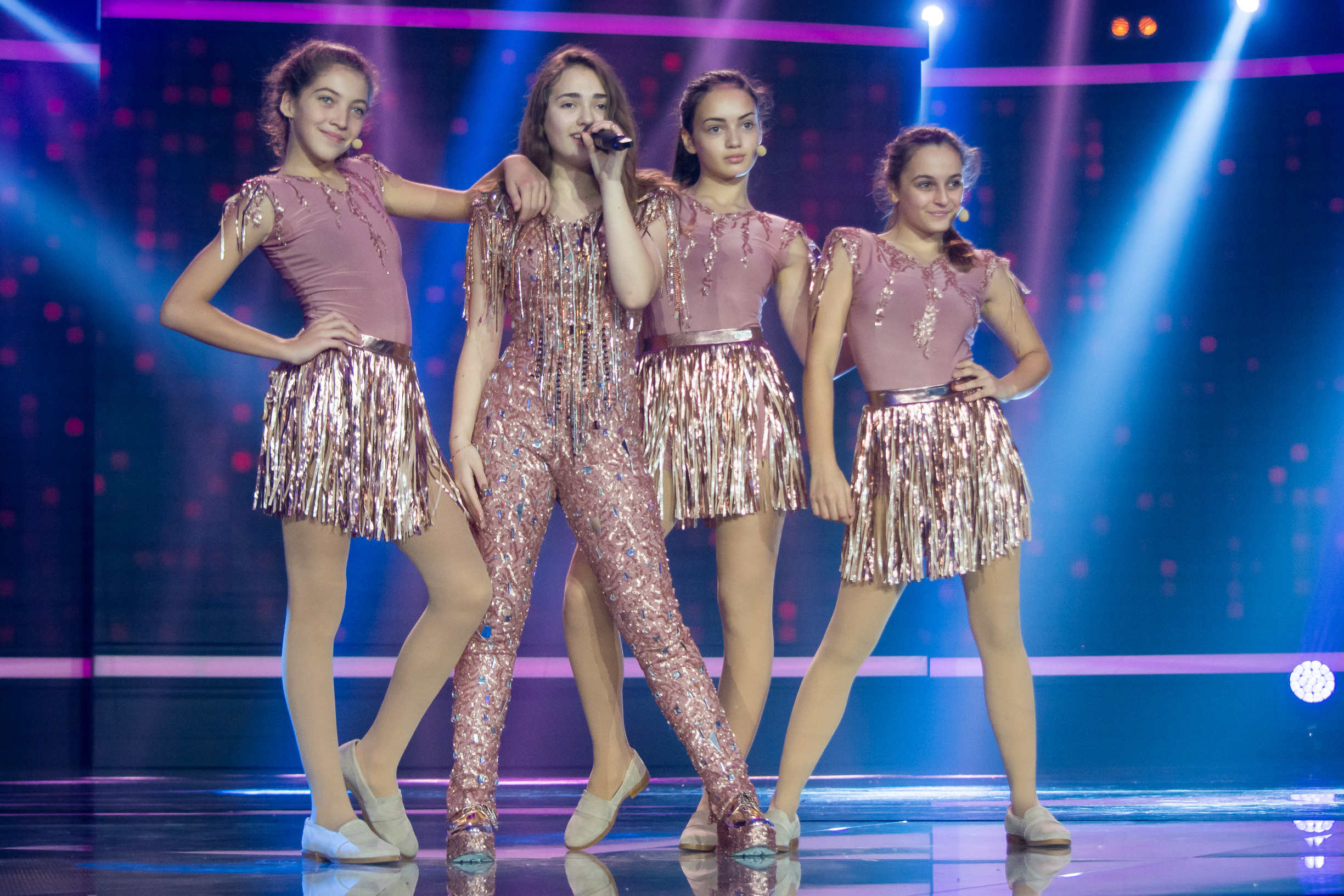
Martija Stanojković à La Valette (2016).
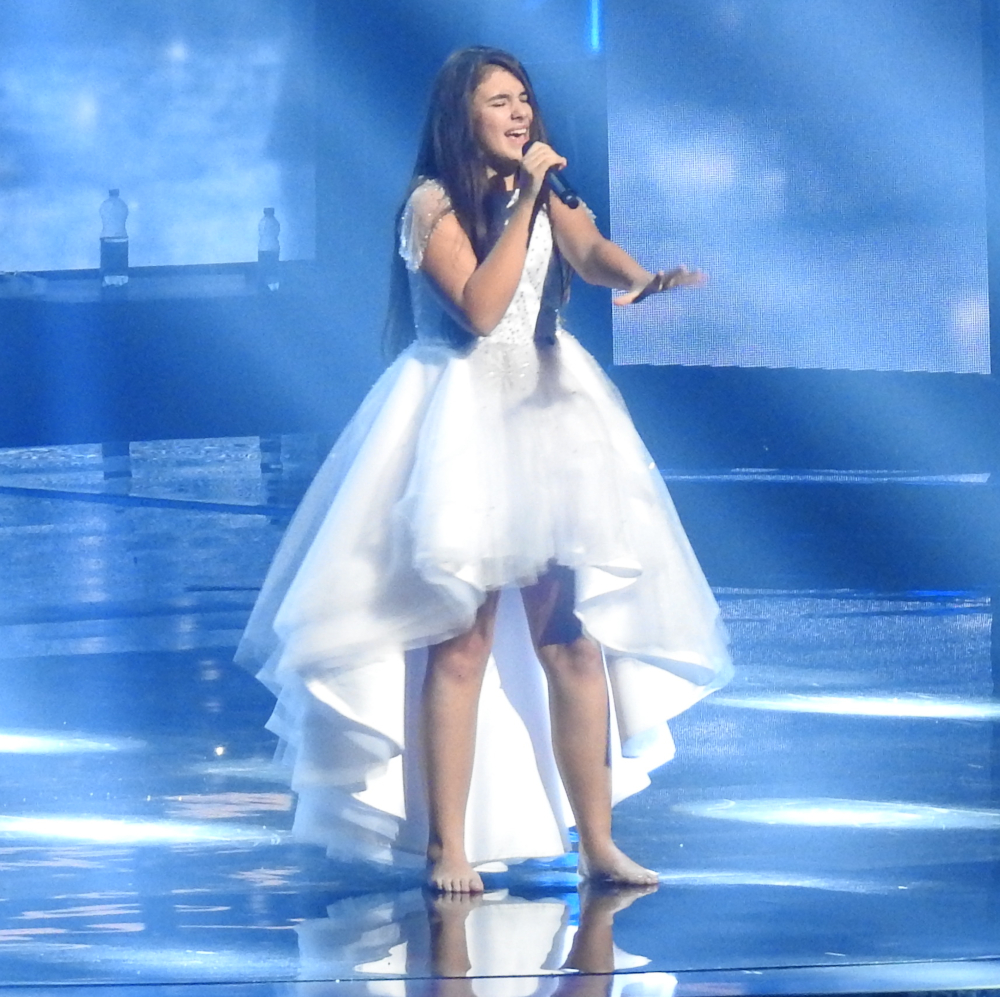
Marija Spasowska à Minsk (2018).
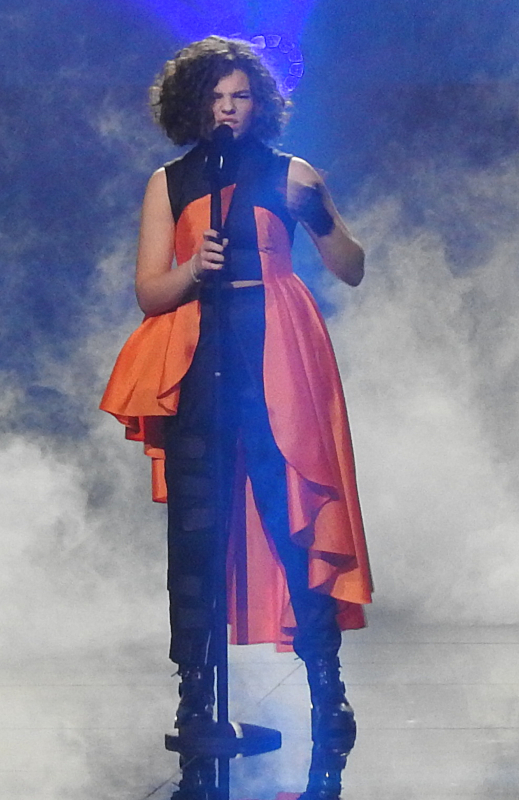
Mila Moskov à Gliwice (2019).
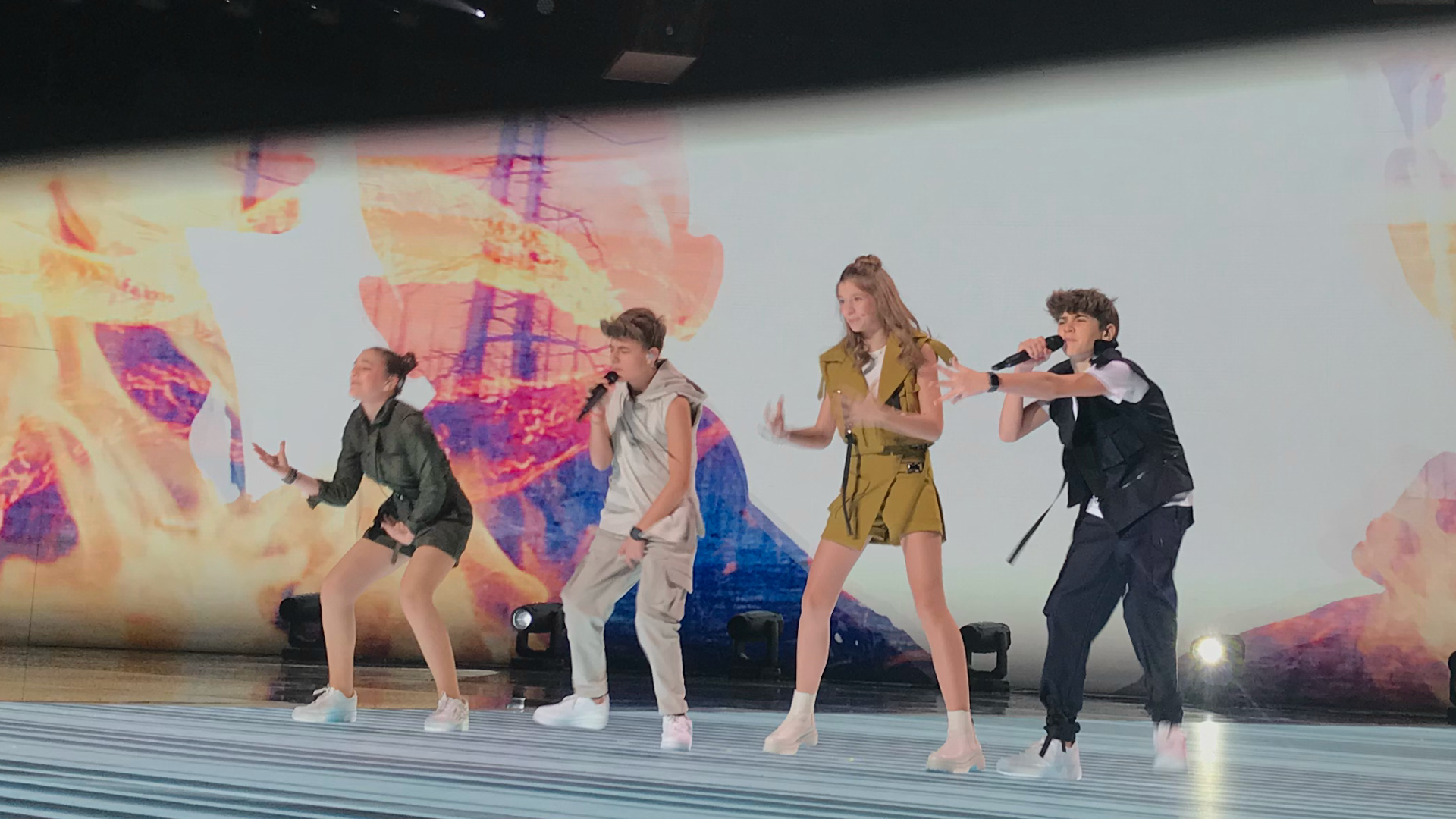
Dajte Muzika à Paris (2021).
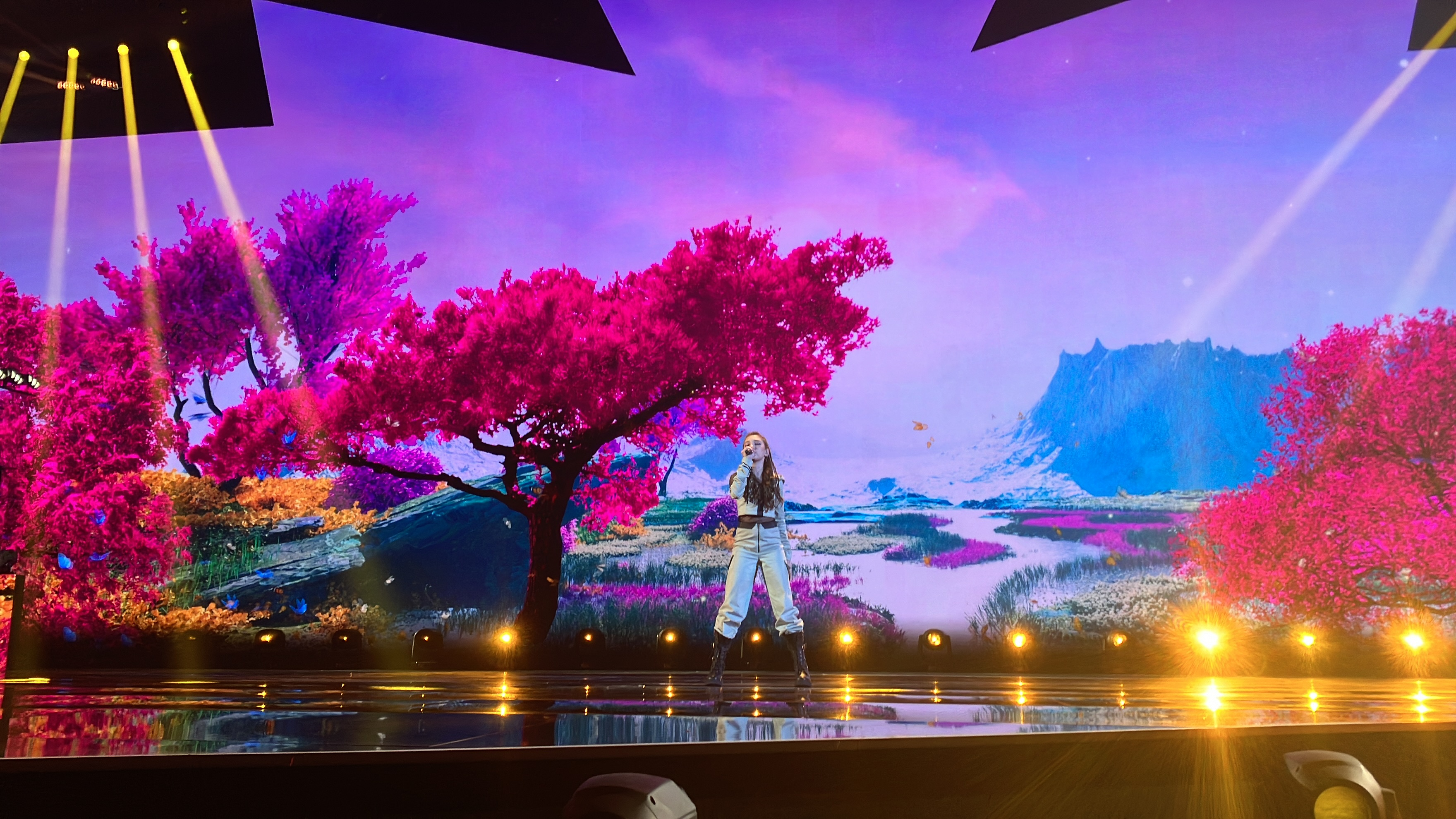
Tamara Grujeska à Nice (2023).